# 張紹曾
张绍曾（1879年10月19日—1928年3月21日），字敬舆，直隶省大城县张思河人。曾任中華民國國務總理。

## 生平

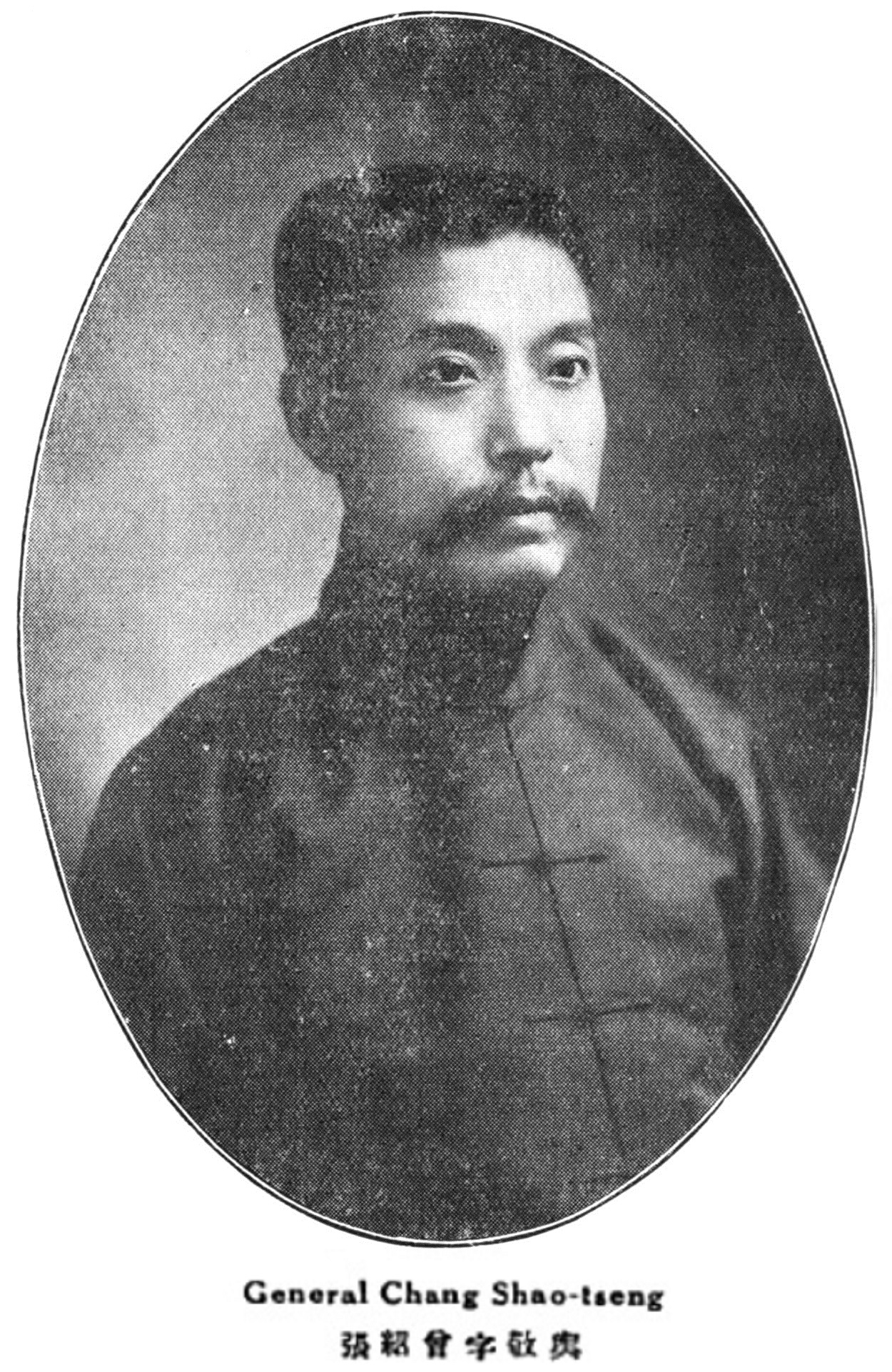

1895年入北洋武备学堂，毕业后被保送日本陆军士官学校学习，与之后同在士官的吴禄贞和蓝天蔚被称为“士官三杰”。1902年回国，获光绪皇帝接见，任陆军第三镇炮兵标统。1910年随载涛出洋考察欧美陆军。后任陆军贵胄学堂监督。
1911年辛亥革命时，任陆军第二十镇统制，响应革命，发动滦州兵谏。兵谏后被任为长江宣抚大臣，但张避居天津租界未就任。民国成立後，民國元年（1912年）八月任绥远将军。张到任后，用“武装邀请”的方式召开内蒙古西部两盟（伊克昭、烏蘭察布）王公会议。会议从召集到结束共计90多天，有700多人参加，动用数千骆驼骡马。会议圆满成功，避免了内蒙古的分裂。
1916年初，因事被北京军政执法处拘留三天。后任陆军训练总监。1917年5月中旬，督军团支持段祺瑞对德国宣战，建议解散反对宣战的国会，张绍曾指责武人干政，请假离京。8月9日，段祺瑞政府特授“树威将军”。
1921年，到庐山发起“国事会议”，主张各省军阀解除兵权，全国议和，但未获响应。1922年以后，在唐绍仪、王宠惠、汪大燮三届内阁中连任陆军总长。
1923年1月初，经黎元洪提名，国会通过，张任国务总理兼陆军总长，张主张和平统一，并建议迎孙中山入京协商南北统一，与曹锟、吴佩孚武力统一之政见发生分歧。1923年6月直系倒黎，黎元洪离京，张也被迫辞职下野，隐居天津英租界。
1928年3月21日，张绍曾在天津南市高等妓院彩凤班被暗杀。传张作霖因嫉恨他与冯玉祥和北伐军往来，派刺客杀害。

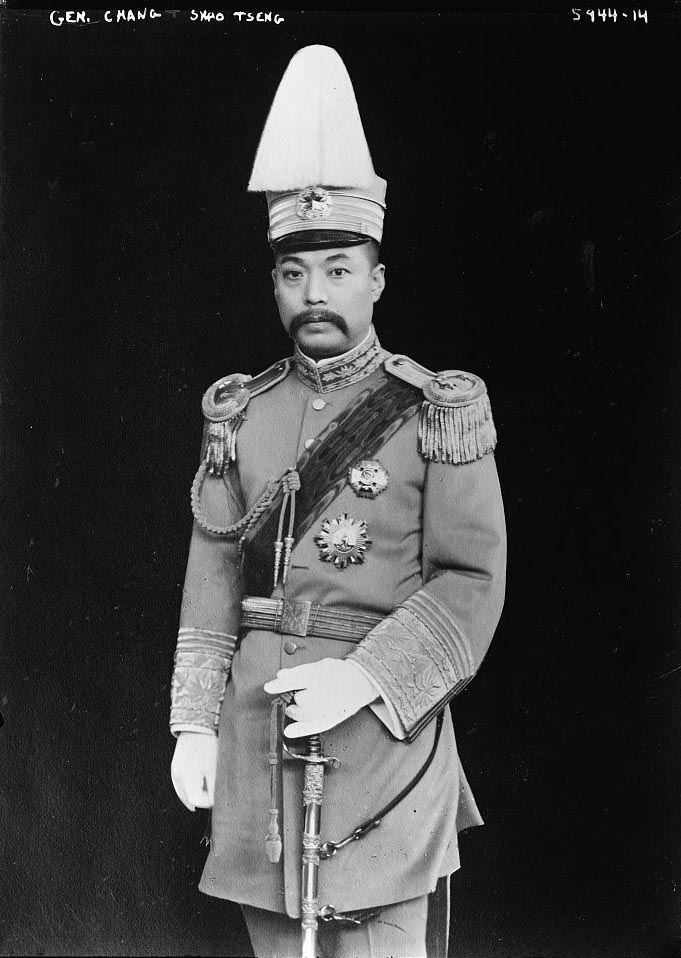
张绍曾礼服像

张绍曾去世後，被葬在北京西山，距离卧佛寺及其旁的孙传芳墓不远，距离梁启超墓和王锡彤墓也不远。张绍曾墓前牌坊对联上联有“故垒怆辽东”，暗指凶手主谋即张作霖。